# ウィリアム・ウェッブ・エリス

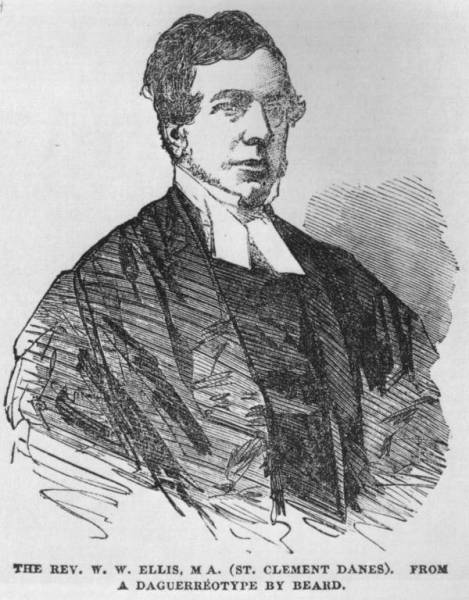
唯一の肖像。Illustrated London News掲載

ウィリアム・ウェッブ・エリス（William Webb Ellis、1806年11月24日 – 1872年1月24日）は、ラグビーフットボールの発明者として扱われている人物である。

## 概要
「1823年、イングランドの有名なパブリックスクールのラグビー校でフットボールの試合中、ウィリアム・ウェッブ・エリスがボールを抱えたまま相手のゴール目指して走り出した」という証言が残っておりこれがラグビーフットボールの起源とされている。ラグビーフットボールの起源であるボールを持って走った行為の第1号がエリス少年なのかは諸説あるが、起源たる発明者の対象として名前が分かっている人物はウィリアム・ウェッブ・エリスただ一人である。そのことから彼の名はラグビーフットボールの歴史を語る上で欠かすことのできないものとなっている。ラグビーワールドカップの優勝記念カップは彼の名にちなみ「ウェブ・エリス・カップ（Webb Ellis Cup）」と名づけられている。2015年にイングランドで開催されたラグビーワールドカップ2015の開会式では「1823年のラグビー校の故事」を題材にしたショートフィルムが流された。

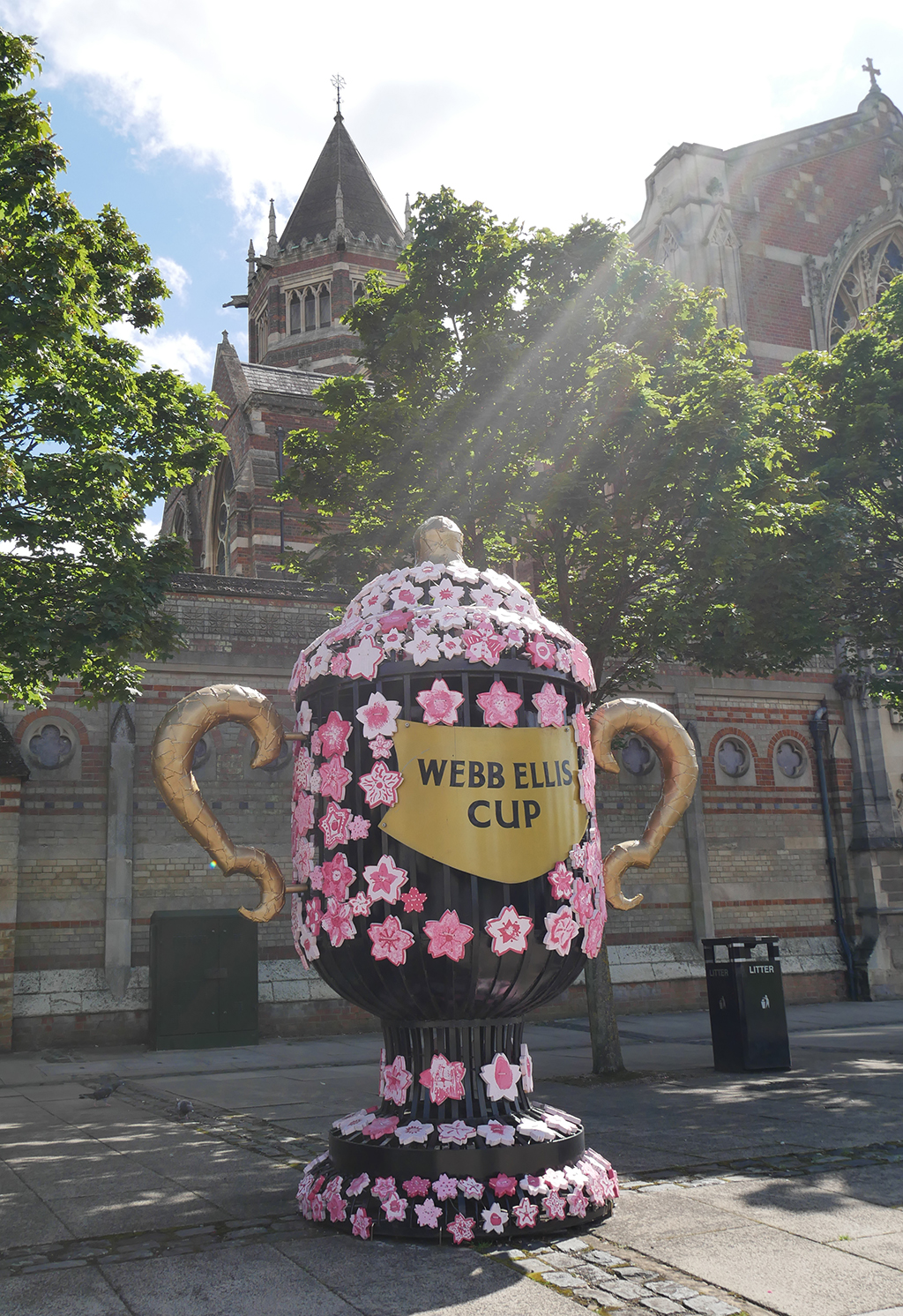
ワールドカップ開催期間中にラグビー校の前に飾られたウェブエリスカップ

なお当時の（ラグビー校の）フットボールは手を使うこと自体はルールとしてそれ以前でも許されていた。エリス少年がルールをやぶったとされるのはボールを手で扱うことではなく、ボールを持って走った行為である。しかしその行為がサッカー（ア式蹴球）とラグビーフットボール（ラ式蹴球）を分化したことにはならない。
しばしば日本の資料で「サッカーの試合中にボールを持って走り出した」と書かれていることがあるが、当時はまだ各パブリックスクールがそれぞれ独自のルールでフットボールをプレーしていた。したがってこれは「football」を「サッカー」と誤訳してしまったことに発する誤解であり、（当時のラグビー校ルールでの）フットボールの試合中とした方が正確である。ラグビーフットボールとサッカーが袂を分かったのはこれよりさらに40年以上後のことで、フットボール協会を設立してばらばらだったルールを統一する際に、ラグビー校発祥のルール支持派が「ランニング・イン」と呼ばれるボールを抱えてゴール目指して走って行くプレーと、「ハッキング」と呼ばれる密集・接触時に意図的に相手のむこうずねを蹴るプレーが禁止されたことを受け入れなかったことが原因である。
初期はサッカーでも手の使用は認められていたが、次第にフィールド内で手を使う行為を禁止されるようになり、ゴールキーパーという専門ポジションが導入された。ラグビーフットボールではランニング・インが主要なプレーであり、ハッキングは限定的に合法であった。ただし、今ではサッカーとラグビーフットボールどちらもハッキングは禁止している。分化のより細かい経緯はサッカー#サッカーの確立参照。

## 人物伝
1806年、イングランド、ランカシャー州サルフォードにて、近衛竜騎兵連隊 (Dragoon Guards) 将校ジャームズ・エリスとアン・ウェッブの次男として生まれる。（ウェッブ・エリス自身が、後年移住した都市であるマンチェスター生まれだと証言したことがあるため、マンチェスター生まれと書いてある資料もある）
1812年に父ジャームズ・エリスがアルブエラの戦いで戦死した後、エリス夫人はウィリアム少年と兄トマスに無償で高い教育を施せるラグビー校に通わせるためウォリックシャー州ラグビーに移り住む（ラグビー校では、市の時計塔から半径10マイル以内に住む学生は地域奨学生（local foundationer)として扱われる）。
ウィリアム少年はラグビー校に1816年から1825年まで通い、優秀な生徒であり、クリケット選手であったとされているが、フットボールにおいては不正をしがちであったと言われている。ウィリアム少年がフットボールの試合中にボールを持って走り出したという事件は、1823年後半に起こったという証言がある。
ラグビー校を卒業した後、1826年18歳のときにオックスフォード大学に入学する。ここではオックスフォード大学ブレーズノーズ校でクリケットの選手となる。彼は牧師となり（He entered the Church）、ロンドンのアルバマール街（Albemarle Street）にある聖ジョージ教会の司祭（chaplain）を務めた後、ロンドンのストランド街（The Strand）にある聖クレメント・デーンズ教会の教区牧師（rector）となった。1855年にはエセックスのマグダレン・レーバーの教区牧師となり、そこにはクリミア戦争でのイギリス軍への神の加護を祈る説教の要約と、その説教を行った21人の司祭の肖像画があり、その中の一人がウィリアム・ウェッブ・エリスである。これが彼の唯一の肖像である。
病気療養のために渡った南フランスで1872年1月24日、65歳で亡くなった。彼がどこで亡くなり埋葬されたかは長い間不明であったが、1959年にジャーナリストのロス・マクワーターによって南フランスのマントンの教会の地下から墓が発見され、海の見える区画に移し葬り直された。

## 伝説

### 伝説の真実
エリスをラグビー校でフットボールの試合中にボールを持ったまま相手ゴールへ走りだした最初の人物だと特定し、エリスの存在を世に紹介した人物はラグビー校の卒業生である弁護士マシュー・ブロクサムただ一人である。ブロクサムはラグビー校に1813年に入学しており、エリスとはラグビー校で5年間重なっている。しかし、肝心の1823年には卒業していたのでブロクサム自身がラグビーフットボールの起源とされる事件を直接目撃したわけでなく、身内の誰かから聞いた証言（父親がラグビー校で教師を、弟が1823年に在学している）を1880年に「ラグビーの起源」として文章に記したもの。しかしそれを裏付ける他の証言は見つかっていない。
15人制ラグビー（ラグビーユニオン）の世界統括団体ワールドラグビー（WR）は、1823年を「ラグビー誕生の年」と位置付けている（「ラグビーユニオンの歴史」も参照）。

### 1895年の調査
1895年になってラグビー校のOB会がラグビーフットボールの起源についての調査を始めた。生存する卒業生などと手紙をやりとりし、ブロクサムが書いたボールを持って走り出した最初の人物はエリスだということを裏付ける証言を求めたが、決定的な返事は見つからなかった。しかし卒業生の証言のなかには、エリスについて「クリケットの腕は見事だったが、フットボールではアンフェアなプレーをする傾向があった」と書いてある手紙もあった。
結局OB会は決定的なブロクサムの裏付け証言を得られぬまま、エリスをラグビーフットボールの起源であるボールを持って走った最初の人物であると認定し、そのことを記した鉄板をラグビー校に設置している。

## 現在
ただ一人だけの証言者の文章だけで、エリス少年がボールを持って走った最初の人物であると特定するには証拠が不十分という考え方もあり、彼がラグビーフットボールの創始者とされることが正しいのかどうかという議論には決着がついていない。しかし起源たる発明者の対象として名前が分かっている人物はウィリアム・ウェッブ・エリスただ一人であり、今や彼がラグビーフットボールの創始者だという名声はとても広く知れ渡っている。また事実という考え方として紹介されていることは現在でも少なくない。
この「ウェッブ・エリス物語」はラグビーフットボールの歴史では伝説的地位を占めており、しばしば「エリス神話」、「エリス伝説」などと呼ばれる。
ラグビーワールドカップ優勝トロフィーの名称「ウェッブ・エリス・カップ」は彼の名に因むものであり、「ラグビー」の名称は彼がそのプレーを行ったとされるウォリックシャー州ラグビーのラグビー校からきており、その町には「ザ・ウィリアム・ウェッブ・エリス」というパブが存在する。